# Тимьян блошиный
Тимьян блошиный, или Чабрец блошиный (лат. Thymus pulegioides) — вид многолетних растений из рода Тимьян (Thymus) семейства Яснотковые (Lamiaceae).

## Ботаническое описание
Многолетний кустарничек. Стволики достаточно толстые, короткие, слабо одревесневающие лишь у основания, оканчиваются плодущими побегами. Бесплодные побеги только боковые, не полегают. Цветоносные ветви вертикальные или приподнимающиеся, 10-20(36) см высотой, четырёхгранные, коротко опушенные по рёбрам.
Листья короче междоузлий, короткочерешковые, яйцевидные или широко эллиптические с клиновидным основанием. Длина 10-12(18) мм с черешком, ширина — 5(10) мм. Край полностью или до 1/3 листовой пластинки реснитчатый, поверхности листа голые.
Соцветие головчатое, к концу цветения вытянутое, с несколькими (до 6-9) раздвинутыми кольцами, до 10-18 см длиной, часто разветвленное. Чашечка ширококолокольчатая, при цветении 3,5 мм, при плодах до 4,5 мм.
Венчик 4-6 мм длиной, с вытянутой трубкой, снаружи голый, лиловой окраски.
Плод — орешки 0,6-0,8 мм длиной и около 0,5 мм шириной.
Хромосомное число 2n = 28.

## Распространение и экология
Ареал охватывает Среднюю и Атлантическую Европу, юг Скандинавии, Прибалтику, Закарпатье, горные районы Средиземноморья. В России встречается в Европейской части, вид включен в ботанический атлас растений Ленинградской области.
Произрастает на опушках лиственных лесов и на лугах.

## Классификация
Вид является очень полиморфным и изменчивым, что затрудняет проведение границ между внутривидовыми таксонами.

### Таксономия
Thymus pulegioides L., 1753, Sp. Pl. : 592
Вид Тимьян блошиный относится к роду Тимьян (Thymus) семейства Яснотковые (Lamiaceae) порядка Ясноткоцветные (Lamiales). Таксономическая схема в соответствии с Системой APG IV по состоянию на декабрь 2023 года:
|  |                                      |  |                                   |                                   |                      |  | ещё 23 семейства | ещё 23 семейства |                     |  |                          |  | еще 340 подтвержденных видов и 182 таксона, ожидающих подтверждения | еще 340 подтвержденных видов и 182 таксона, ожидающих подтверждения |  |
|  |                                      |  |                                   |                                   |                      |  | ещё 23 семейства | ещё 23 семейства |                     |  |                          |  | еще 340 подтвержденных видов и 182 таксона, ожидающих подтверждения | еще 340 подтвержденных видов и 182 таксона, ожидающих подтверждения |  |
|  |                                      |  |                                   | порядок Ясноткоцветные            |                      |  |                  |                  | род Тимьян          |  |                          |  |                                                                     |                                                                     |  |
|  |                                      |  |                                   | порядок Ясноткоцветные            |                      |  |                  |                  | род Тимьян          |  | 5 внутривидовых таксонов |  |                                                                     |                                                                     |  |
|  | отдел Цветковые, или Покрытосеменные |  |                                   |                                   | семейство Яснотковые |  |                  |                  | вид Тимьян блошиный |  |                          |  |                                                                     |                                                                     |  |
|  | отдел Цветковые, или Покрытосеменные |  |                                   |                                   |                      |  |                  |                  |                     |  |                          |  |                                                                     |                                                                     |  |
|  |                                      |  | ещё 63 порядка цветковых растений | ещё 63 порядка цветковых растений |                      |  |                  | ещё 268 родов    | ещё 268 родов       |  |                          |  |                                                                     |                                                                     |  |
|  |                                      |  |                                   | ещё 63 порядка цветковых растений |                      |  |                  |                  | ещё 268 родов       |  |                          |  |                                                                     |                                                                     |  |

### Внутривидовые таксоны
Описание таксонов по изданию «Флора Европейской части СССР», т. 3.
- Thymus pulegioides subsp. effusus (Host) Ronniger — южноевропейская раса вида с длинными ползучими или слегка приподнимающимися побегами, укореняющимися в междоузлиях. Произрастает на Балканах и в Альпах.
- Thymus pulegioides subsp. montanus (Trevir.) Ronniger — горная раса вида, характеризующаяся голой трубкой чашечки. Встречается в Средней Европе, горных районах Италии и Испании.
- Thymus pulegioides subsp. pannonicus (All.) Kerguélen
- Thymus pulegioides subsp. pilisiensis (Borbás) ined.
- Thymus pulegioides subsp. pulegioides — Тимьян яйцевидный — типовой подвид с более узкими, плотными листьями, многочисленными стелющимися и приподнимающимися побегами, опушенной со всех сторон чашечкой. Распространен в Западной Европе (Франция, Испания). Сюда же включается выделявшийся многими систематиками в качестве самостоятельного Thymus pulegioides subsp. ucrainicus syn. Thymus ovatus с более широкими яйцевидными листьями, опушенной чашечкой и слаборазвитыми стелющимися стерильными побегами. Ареал таксона охватывает равнинные районы европейской части России, Среднюю и Атлантическую Европу и Скандинавию.

### Синонимы
- Thymus chamaedrys var. glabratus (Hoffmanns. & Link) Lange
- Thymus chamaedrys var. mughicolus Beck
- Thymus chamaedrys var. rochelianus (Celak.) Nyman
- Thymus jaquetianus (Ronniger) Debray
- Thymus parvifolius Opiz ex Déségl.
- Thymus porcii f. juranyianus (Borbás) Gusul.
- Thymus pulegioides subsp. chamaedrys (Fr.) Gusul.
- Thymus pulegioides subsp. ucrainicus Klokov & Des.-Shost.
- Thymus pulegioides var. jaquetianus Ronniger
- Thymus rochelianus Čelak.
- Thymus serpyllum f. adscendens (Wimm. & Grab.) Lyka
- Thymus serpyllum f. conglomeratus Lyka
- Thymus serpyllum f. csatoi Lyka
- Thymus serpyllum f. elatior Lyka
- Thymus serpyllum f. glaber (Mill.) Lyka
- Thymus serpyllum f. halensis Lyka
- Thymus serpyllum f. noricus Lyka
- Thymus serpyllum f. ovatus (Mill.) Lyka
- Thymus serpyllum f. pallens (Opiz ex Déségl.) Lyka
- Thymus serpyllum f. parvifolius (Opiz ex Borbás) Lyka
- Thymus serpyllum f. porcii (Borbás) Lyka
- Thymus serpyllum f. procerus Lyka
- Thymus serpyllum f. rochelianus (Celak.) Lyka
- Thymus serpyllum f. sylvestris Lyka
- Thymus serpyllum subsp. chamaedrys (Fr.) Schübl. & G.Martens
- Thymus serpyllum subsp. chamaedrys (Fr.) Čelak.
- Thymus serpyllum subsp. ovatus (Mill.) Briq.
- Thymus serpyllum subsp. viridis Čelak.
- Thymus serpyllum var. adscendens Wimm. & Grab.
- Thymus serpyllum var. chamaedrys (Fr.) K.Koch
- Thymus serpyllum var. conglomeratus (Lyka) Lyka
- Thymus serpyllum var. glaber (Mill.) Lyka
- Thymus serpyllum var. helveticus Lyka
- Thymus serpyllum var. miedeanus Lyka
- Thymus serpyllum var. minutus Lyka
- Thymus serpyllum var. ovatus (Mill.) Briq.
- Thymus serpyllum var. pallens (Opiz ex Déségl.) Lyka
- Thymus serpyllum var. parviflorus Becker
- Thymus serpyllum var. parvifolius (Opiz ex Borbás) Briq.
- Thymus serpyllum var. praelongus Briq.
- Thymus sylvestris Schreb.